# Luchthaven Kulusuk
Kulusuk Airport (IATA: KUS, ICAO: BGKK) is de internationale luchthaven van Oost-Groenland en bedient voornamelijk de plaatsen Tasiilaq en Kulusuk

## Gegevens
Het vliegveld ligt op een hoogte van 117 voet (36 meter). Het heeft één landingsbaan van gravel, 11/29, van 1199 meter lang.

## Luchtvaartmaatschappijen en bestemmingen
| Luchtvaartmaatschappij | Bestemming                              | Info |
| ---------------------- | --------------------------------------- | ---- |
| Air Greenland          | Nerlerit Inaat, Nuuk, Tasiilaq-Heliport |      |
| Icelandair             | Reykjavik-Keflavik                      |      |